# Детский хоспис (Санкт-Петербург)
«Детский хоспис» в Санкт-Петербурге — некоммерческое учреждение педиатрической паллиативной помощи для несовершеннолетних лиц (не достигших 18 лет).
Первый детский хоспис в России имеет стационар в парке Куракина Дача у Санкт-Петербургского Речного вокзала, а в посёлке Ольгино находится Паллиативный центр для иногородних детей с тяжелыми и ограничивающими жизнь заболеваниями.
Хоспис оказывает пациентам медицинскую, психологическую, эмоциональную, социальную и духовную помощь. Основная идея хосписной службы — дать возможность полноценной, качественной жизни детям с тяжёлыми и неизлечимыми заболеваниями и всем членам семьи ребёнка.

## История

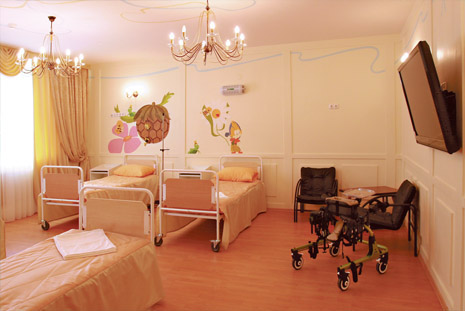
Одна из палат стационара круглосуточного пребывания

Медицинское учреждение «Детский хоспис» начало свою работу ещё в 2003 году под руководством протоиерея Александра Ткаченко. В 2010 году Детский хоспис стал первым государственным учреждением детской паллиативной помощи в России. Первый стационар был открыт в здании Куракиной дачи — бывшего Николаевского сиротского приюта. Центр для детей Ленинградской области и других регионов был открыт в посёлке Ольгино Курортного р-на Санкт-Петербурга.
В первые годы своего существования хоспис был выездной службой, состоящей из врачей, социальных педагогов, медицинских сестер и психологов. Целью хосписа было оказание амбулаторной помощи неизлечимо больным детям и их семьям.
Санкт-Петербургский детский хоспис послужил образцом для создания подобных учреждений в других регионах.
20 ноября 2010 года патриарх Русской Православной Церкви Кирилл при посещении Детского хосписа отметил:

Но сегодня, в такой личный для себя день, я с радостью посещаю хоспис, и поверьте, что, может быть, самый прекрасный подарок, который мне сегодня подарили, — это лица врачей, лица обслуживающего персонала, лица родителей, свидетельствующие об их мужестве и вере, и, конечно, дети, которые проходят через эти страдания по причинам, неведомым для нашего человеческого разума— Предстоятель Русской Церкви посетил детский хоспис в Санкт-Петербурге
21 ноября 2011 года приняли Федеральный закон № 323 «Об основах охраны здоровья граждан в РФ», в который по инициативе хосписа была внесена статья 36 о паллиативной медицинской помощи.
В 2012—2013 годах под эгидой хосписа открыли несколько центров паллиативной медицинской помощи в Ленинградской и Московской областях.

## Структура Детского хосписа
- Выездная служба
- Стационар круглосуточного пребывания

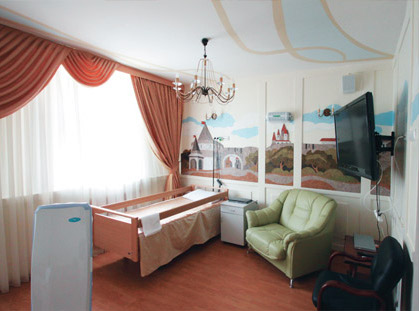

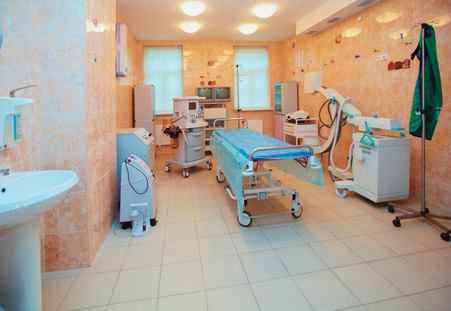

- Отделение интенсивной терапии

## Финансирование
По данным от 2013 года, бюджет выделяет на нужды СПб ГАУЗ «хоспис (детский)» около 50 млн рублей в год.